# 9602 Oya
9602 Oya este un asteroid din centura principală de asteroizi.

## Descriere
9602 Oya este un asteroid din centura principală de asteroizi. A fost descoperit pe 31 octombrie 1991 la Kitami de Tetsuya Fujii și Kazuro Watanabe. El prezintă o orbită caracterizată de o semiaxă mare de 2,28 ua, o excentricitate de 0,16 și o înclinație de 2,2° în raport cu ecliptica.